# قشة أصفر الرأس
القشة أصفر الرأس أو القشة أشهب الرأس (الأسم العلمي: flaviceps Callithrix) هي من الأنواع النادرة من قرود القشة المستوطنة في الغابات المطيرة في جنوب شرق البرازيل. وتظهر كذلك في جنوب إسبيريتو سانتو وربما شمالي ريو دي جانيرو وتوزيعه يمتد إلى ميناس جيرايس.

## الوصف

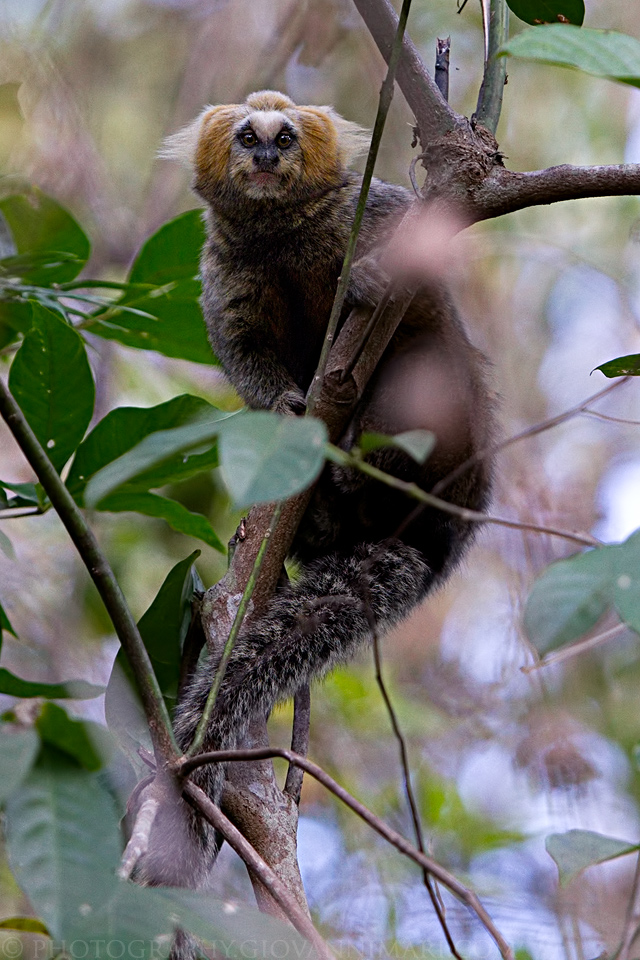
قرد القشة ذو الرأس الأصفر البني في محمية فيليشيانو ميغيل أبدالا ، البرازيل.

يمكن أن يتراوح متوسط وزن قرد القشة ذو الرأس الأصفر البني البالغ ما بين 119 غ إلى 710 غ. هذه القشيات لها معدل أيضي منخفض، بالإضافة إلى أعور موسعة تسمح باستهلاك طعام غني بالألياف.

## البيئة والسلوك
نظرًا لصغر حجمها، تتعرض حيوانات قرد القشة ذو الرأس الأصفر البني لمجموعة كبيرة من الحيوانات المفترسة. تشمل التهديدات الشائعة أصلوت، الأناكوندا ، والصقور، ولكن العديد من الحيوانات الأخرى مثل الطوقان تفترسهم. يحتوي هذه القشيات على رأس أشهب وأربعة أنماط متميزة في تجنب المفترس. في المقام الأول، تتجنب حيوانات المفترسات الهوائية من خلال إشارات الإنذار منخفضة الكثافة (مسافات قصيرة)، وتصدر صفارات ناعمة لمسافات على مستوى الأفراد لتحذير أعضاء المجموعة الآخرين. السلوك الثاني في التعامل مع التهديدات الجوية هو إنذار عالي الكثافة. ترسل هذه القرود صافرة مفتوحة في نصف الفم لتنبيه الأعضاء الآخرين إلى التستر تحت الفروع أو الأشجار أو الاختباء، وفي بعض الأحيان تتوقف الحركة على الفور بغرض تجنب التعرض للتهديدات. هذا النمط من التجنّب غريزي، وقد يؤدي في بعض الأحيان إلى قفز هذه الرئيسات لأسفل من المظلة إلى المظلة حتى تكون أقرب إلى الأرض وعلى القفزات تبلغ 10 أمتار.
النوع الثالث من التنبيه المضاد للحيوانات المفترسة هو تهديدات الأرضي حيث تكون منخفضة الكثافة. حيث يقوم عدد قليل في المجموعة بالاتصال بالباقي لتنبيههم إلى تهديد محتمل مثل أفعى أو أسماك القرش أو أنواع آخرى من الأسماك التي تباغت المجموعة بهجمات خاطفة أسفل البحر. تحدث هذه القرود «الغوغاء» تحذر من وجود مفترس من خلال مجموعات كبيرة، وبالتالي إعطاء حافز للمفترس للمغادرة أو أن لا يهاجم. التواصل المنخفض، التي تتم غالبًا بهدف تخويف المفترس، هي تقنية فعالة بشكل مدهش. عند التعامل مع التهديدات مثل الحيوانات الارضية كـ الراكون ، فإنهم سوف يفعلون ذلك، لكنهم يحافظون على مسافة 15-20 متراً بينهم وبين المفترس. رد الفعل الأخير هو واحد للحالات الأرضية عالية الكثافة. في حالات التعامل مع الحيوانات المفترسة الكبيرة أو الأكثر تهديداً، مثل التيرا ، تتجمع القشيات في مجموعة كبيرة، وتصرخ بصوت عالٍ لمحاولة تخويف المفترس ليذهب بعيدًا.
تستخدم الأصوات المميزة بناءً على ما إذا كانت من أجل التواصل بين المجموعات للاتصال خارج المجموعة. بالنسبة للاتصال بين المجموعات، يتم استخدام تواصل قصيرة المسافة، بينما يتم استخدام تواصل صوتي بعيدة المدى بصوت عال للنداءات الخارجية. يتم استخدام الصوتيات محددة عندما يكتشف القرد البالغ منهم مصدرًا للطعام مع الآخرين. يستجيب الأصغر سناً بالركض نحو المتصل، مع التعبير عن أصوات مثيرة تلفت انتباههم اثناء التواصل. تعبر الأنثى المهيمنة أحيانًا عن هذه الأصوات المثيرة للإثارة الجنسية احياناً. إذا لم يتم تقديم الطعام، فستبقى الإناث والذكور بالقرب من الأصغر سناً، بينما تنقل أصواتًا قصيرة من الصغار، لغرض وجودها والتعبير عن الحاجة إلى الطعام.

### الحمية
يشتهر ققرد القشة ذو الرأس الأصفر البني بأكل الفاكهة و لحاء الاشجار والنبات بشكل أساسي. يتألف جزء صغير من نظامهم الغذائي من بيض وما يوجد في عشائش الطيور. على الرغم من أن معظم نباتات متوفرة، إلا أن هذه القرود غالبًا ما تكون آكلة للحشرات. بالإضافة إلى ذلك، قد يفترسون كل من الفقاريات واللافقاريات: في المقام الأول مستقيمات الأجنحة ، شبحيات ، خنافس ، اليرقات ، والضفادع الشجرية.

#### الفطريات
غالبًا ما توجد الفطريات في قاعدة آشجار البامبو ، ومن المعروف أيضًا أنها مدرجة في نظام غذائي لقرد القشة ذو الرأس الأصفر البني. نظرًا لأن هذه المجموعة من القشيات تعيش في المقام الأول في المناطق التي تتواجد فيها الفطريات بكثرة، فإنها تميل إلى أن تكون مصدرًا ثابتًا للعيش طوال العام. تختلف الفواكه والافرازات بشكل موسمي، وبالتالي فهي غير متوفرة بسهولة، ولا يتم استهلاكها بشكل متكرر كون انها ليست الوجبة الرئيسية لهذه القرود. عادة ما تكون الفطريات (في حالة وجودها) مفضلة لدى قرد القشة ذو الرأس الصفراء الداكنة، وغالبًا ما تكون مغذية أكثر مقارنة بمكوناتها الغذائية الأخرى.

## روابط خارجية
- ARKive - صور وأفلام مرموسيت من نوع Buffy- flaviceps